# Успенський чоловічий монастир (Низкиничі)
Успенський чоловічий монастир — православний чоловічий монастир, яким керує УПЦ МП, знаходиться в селі Низкиничі Нововолинської громади Волинської області, заснований у 1643 році Адамом Киселем. Після смерті у 1653 році фундатора поховано у Свято-Успенській церкві монастиря. Також тут поховано його дружину Анастасію (дочку київського шляхтича Філона Гулковича).
З 26 березня 2000 року намісником монастиря є архімандрит Вікентій Мазур.

## З історії монастиря

### Заснування

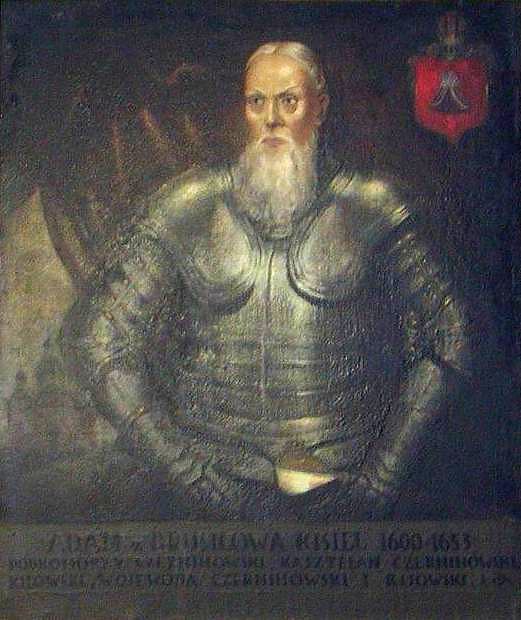
Адам Кисіль — фундатор Успенського монастиря

Обитель було засновано 16 вересня 1643 року. Її фундатором став український магнат Адам Кисіль, на той час генеральний каштелян Чернігівського староства. Монастиреві Адам Кисіль заповів на вічні часи замок із землею навколо нього і три родини селян, які мали обслуговувати цю обитель, три тисячі талерів і дві тисячі злотих, з яких монастир мав отримувати 7 відсотків річного прибутку і десятий сніп з маєтків. Згідно з волею фундатора, в обителі мали проживати 12 ченців і займатися молитвою та духовним просвітництвом. Спочатку головний храм було освячено на честь Покрови Принайсвятішої Панни Марії, а сам монастир звався Покровським.
Монастир посідав стратегічно вигідне місце за межами села, на вершині невисокого пагорба. Оборонні укріплення бастіонного типу складалися з земляного валу та сухого рову, які доповнювали природні захисні рубежі. Вони оточували квадратне в плані монастирське подвір'я з чотирма бастіонами. Розміри куртин квадратного бастіонного замку, розміщених паралельно стінам Успенського храму, отже, орієнтованих за сторонами світу, становили близько 60 м. Площа монастирського подвір'я невелика — приблизно 0,3 га. В'їзд розташовувався в південній куртині, поблизу південно-західного бастіону, який значно відрізняється від інших наріжних бастіонів висотою, більшими розмірами та формою плану. У плані він наближається до овалу, а три інші первісно були ромбоподібними. Завдяки цьому південно-західний бастіон мав вигляд невеликого кургану з крутими схилами. Це наводить на думку, що він служив основою високої дерев'яної дозорної башти.
Ще задовго до заснування обителі Кисіль почав у своєму маєтку будівництво нового мурованого храму, оскільки попередній — дерев'яний, розміщений поза оборонними валами, — вже тоді називався «старим».

У фундушевому записі Адам Кисіль писав: 
| | \| Я прагну щоби той Низкиницький монастир і Дім Божий зараз не тільки мурів фундаменти мав, і не тільки стіни закінчені на славу Божу, й ченців дванадцять на вічні часи у ньому мешкали… Нехай же за життя моє у Божій боязні, поки мені Господь прибавить щасливого віку, а по смерті моїй за душу мою многогрішну при моїм гробі і за душі моїх предків і батьків – за родичів живих та померлих, нехай братія у святих Літургіях, жертву щоденну посилає до Владики смерті та життя. \| |
| Я прагну щоби той Низкиницький монастир і Дім Божий зараз не тільки мурів фундаменти мав, і не тільки стіни закінчені на славу Божу, й ченців дванадцять на вічні часи у ньому мешкали… Нехай же за життя моє у Божій боязні, поки мені Господь прибавить щасливого віку, а по смерті моїй за душу мою многогрішну при моїм гробі і за душі моїх предків і батьків – за родичів живих та померлих, нехай братія у святих Літургіях, жертву щоденну посилає до Владики смерті та життя. | |

Для належного утримання іноків й для завершення будівництва головної святині протягом десяти років Адам Кисіль вносив чималі пожертви для нової обителі. 18 серпня 1646 року фундуш можновладцем був ще раз підтверджений, і на Низкиничі додано 5000 золотих, про що й внесли відповідний запис до Володимирських Гродських книг. Подібна відмітка містилась у записі за 1646 рік, коли засновник передав монахам великий обшар поля, а загалом, за пізнішими свідченнями настоятелів, самої орної землі тут було понад 100 десятин. Окрім того, воєвода ретельно відвозив 10-ту частину від усього свого врожаю у чернечі засіки й зобов'язав чинити цю богоугодну справу усім своїм наступникам.

### Адміністративний статус обителі
Адам Кисіль всупереч загальному правилу категорично відмовився від права «патронату» над своїм дітищем, фактично позбавивши своїх потомків і власників маєтку від будь-якого управління обителлю. Окрім того, що прагнув закінчити своє життя, визначаючи «Єдине хрещення, єдиного Бога й одну Церкву», особисто засвідчивши про утиски православної віри, вчинив для місцевих іноків ще один правничий захист, адміністративно підпорядкувавши їх владі Києво-Печерського Архімандрита й оголосив монастир філіалом Києво-Печерської лаври.
Першопочатково у монастирі проживало 12 ченців, з яких 7 носило священний сан. Поміж ними один ігумен, казнодій-проповідник і п'ять пресвітерів. Для щоденного звершення двох літургій: ранньої — у Старій церкві, або каплицях святого Миколая, святого Юрія (Георгія) й пізньої — виключно у головному храмі. Четверо отців несли послух хористів, а п'ятеро були уставщиками.
Характерною особливістю тогочасності були вибори ігумена, який визначався вільним голосуванням з числа усієї братії і ним міг що три роки стати будь-хто, гідний цього звання, тільки з однією умовою, якщо останній був вченим мужем й у аскетичних подвигах досконалий. Втім, ім'я першого настоятеля Низкиницького монастиря невідоме. Можливо, ним був «велебний отець Сильвестр Бучський», який згадується у документах під 1660 роком.
В ті часи у монастирі знаходилась чудотворна ікона Богоматері та святого великомученика Георгія — на честь них щорічно звершувалися святкові відпусти. У храмі знаходились також портрети батьків воєводи — Григорія та Єфросинії Киселів. Сам Адам Кисіль помер на 53-му році життя й був похований, згідно із заповітом, в приділі святого Георгія, а точніше у склепі, що знаходився під ним. Через 6 років померла і його дружина Анастасія.

### Подальша доля
Після смерті Адама Кисіля його рід недовго зберігав безпосередні зв'язки з Низкиничами. Кілька років звання ктитора (опікуна) монастиря носила дружина Адама — Анастасія, потім — його племінниця, дочка брата Миколи Олена. В 1662 році низкиницький маєток віддали в оренду Кадебичам-Кончинським, а з 1680 року він переходить на орендному праві до Довгял-Циринів. На жаль, останні, прийнявши католицизм, розпочинають з 1690 року жорстокі утиски, які переходять у справжню боротьбу поміж ченцями і посесорами, що довело монастир до занепаду і відходу від Православ'я[джерело?].
За часів унії монастир діяв, і навіть прикрашався — було розписано храм, споруджено хори та орган.
За бажанням бездітного сенатора село спочатку переходить до братового сина, а згодом до племінниці Іларії Миколаївни, одруженої з шляхтичем Даніелем Стемпковським. У 1662 році Низкиничі знаходяться в оренді у Кадевичів-Кончинських та незабаром переходять до рук посесорів Довгял-Циринів.
Єдиним достовірним дослідженням, що найбільш широко розкриває подальшу долю обителі — є праця «Древние монастыри Волынской епархии, ныне не существующие» опублікована у 1867 році. З неї зокрема дізнаємося, що тамтешні орендарі доклали чималих зусиль, щоб довести обитель до повного розорення та зради православ'я. У 1690 році для цього трапилась слушна нагода, коли під загрозою татарських набігів низкиницькі отці отримали розпорядження Луцького єпископа Афанасія Шумлянського, зібрати всі чернечі приналежності й документи та переїхати на деякий час до Луцька. Для виконання цього наказу до останніх був посланий ігумен Білостоцького монастиря Афанасій Подальський. Іноки поспішно зібравши всі цінності в ночі покинули село й щоб замести сліди пустили чутку, що їдуть до Загорівських отців на свято. Та не встигли останні від'їхати й на півтори версти, як на них вчинили напад Юрій, Михайло та Микола Цирини, що переодягнулись у татарську одежу. Вони ледве живими відпустили ченців й розграбувавши їхні вози, забрали срібні речі та документи. Останні впізнали злочинців і відразу подали на них протестацію.
У Коронному Люблінському трибуналі розпочався довготривалий судовий процес, а тим часом кривдники видаючи себе за фундаторів обителі звернулись з проханням до Холмського греко-католицького єпископа Олександра-Августина Лодзяли, щоб той прийняв Низкиницьку обитель під свою опіку, оскільки вона була за їхніми словами заснована при католицьких володарях. Напад на безборонних іноків мотивувався тим, що нібито луцький православний архієрей прагнув присвоїти собі документи та церковні речі.
Зобов'язавши повернути все награбоване, Лодзяла згідно з однією версією прийняв монастир під своє управління. Друге, більш достовірне джерело, вказує, що низкиницьких ченців на греко-католицизм перевів луцький єпископ Лев Заленський, який разом із загоном польського війська насильницьки перед тим захопив Зимне, втопивши в Лузі його останніх нескорених захисників, а у 1698 році таким чином повівся з Низкиничами, звелівши всіх насельників побрити на римський лад.
Після смерті батька у 1722 році власником села став його син Франціск, який першим ділом наказав побити тодішнього настоятеля Іоана Візанського, після чого потерпілий помер.
У 1735 році під загрозою нападу зі сторони Російської імперії посесор ховає своє майно в Покровській церкві й доручає його збереження слузі Михайлу Калинському. Одного разу підлеглий несподівано знаходить поміж іншими цінностями документи й передає їх тодішньому вікарію Миколі Олесницькому. За такий вчинок обидва, спочатку слуга, а за ним і помічник василіянського суперіора поплатилися життям. У 1741 році очолює низкиницьких ченців колишній настоятель Єронім Оземкевич, який відшукав архів й зробив його інвентар. Це трапилось у 1744 році, бо саме у той час із згоди Атанасія Шептицького суперіора переводять на посаду офіціала Галицької єпархії.
Таке небувале підвищення було зовсім не безпідставним, бо ще на початку 19 століття місцевим ченцям був добре знайомий документ, згідно з яким 9 лютого 1744 року папа римський Бенедикт XIV повністю визнав фундуші Низкиницького монастиря через спеціально видану буллу, оригінал якої зберігався в тутешньому архіві. Отже, отець Єронім таки успішно довершив розпочату справу, поставивши знавіснілих заможних одновірців посесорів на своє місце.
На основі правового повернення історичної справедливості в середині 18 століття василіани через судові процеси успішно добиваються виплати багаторічних заборгованостей від Довгял-Циринів й фактично спричинюються до їхнього повного розорення.
У 1766 році власником маєтку стає староста Новограду Францішек Чацький, який не тільки виплатив належні чернечому фундушу 20000 золотих, а й додав до нього понад 5000-ний борг попередніх господарів. В кінці 19 століття село переходить у власність поміщиків Модзалевських.
Після Озимкевича настоятелем протягом багатьох років був ієромонах Марцелій Білінський, часи правління котрого стали початком занепаду монастиря. До кінця століття він входить у великі борги, а насельники розходяться по інших общинах.

### Часи Російської імперії: закриття монастиря
Разом із зміною політичного устрою краю, коли Західна Волинь остаточно переходить під владу Російської імперії, ситуація змінюється, починається примусове переведення греко-католицьких парафій у православну віру. У тому ж році у відомство православного духовенства переходить Покровський храм, який стає парафіяльним. Після 98-літньої перерви тут знову відправляється православна літургія.
Багато дослідників вважає, що існування храму припинилося у 1796 році, та ця думка є невірною, оскільки цілий ряд документів першої половини 19 століття дає змогу відтворити його останні роки життя. З переходом церкви до православного відомства ченці—василіяни забрали з неї антимінс та срібний богослужбовий посуд і надалі провадили свої богослужіння у розміщеній неподалік каплиці. Окрім того, вони як і раніше вели власне господарство, оскільки у їхньому володінні залишилися всі землі, стави, а також фільварок разом з дерев'яними келіями.
Про існування монастиря знав і губернатор Волині, граф Іван Будовгович, котрий 13 квітня 1800 року написав греко-католицькому єпископу Стефану Левинському, що серед безлічі інших малочисельних греко-католицьких монастирів тут проживає всього 2 ченці, які не займаються ніякими суспільнокорисними справами, ні просвітою юнацтва, ні утриманням хворих і калік, й навіть не можуть себе належним чином утримувати, тому доцільніше було б останніх переселити до більших монастирів. Це й було зроблено після 1802 року, коли тутешніх ченців приписали до братії Володимир-Волинської обителі. З метою утримання місцевого повітового училища, туди ж відійшов фундуш Адама Киселя. Але монастир ніхто не збирався ліквідовувати. Тут безперешкодно діяв чернечий фільварок, а 60 селян-кріпаків обробляли величезні земельні наділи. Керував роботою економ у сані ієромонаха. А настоятелі з Володимир-Волинська на офіційних паперах тогочасності завжди підписувались як адміністратори монастиря Зимненського та Низкиницького. Один із них, ксьондз Адріан Ставінський, у 1812 році приготував до Санкт-Петербурга коротку історичну відомість про фундушеві надходження з часу заснування, а протоконсультор руської василіянської провінції вказував на те, що обитель є адміністративною одиницею Володимир-Волинського суперіора.
Варто зауважити про те, що «… с обращением великого числа народа к прародительському исповеданию церкви низкиницкого и зимненского монастырей во Владимирском уезде отошли в ведение Грекорусской епархии, а базилианское начальство присоединило фундуш оных двух монастырей к Владимирскому…» — писав утверджуючи остаточний вердикт на справі повернення імператор Олександр І.
Монастир як адміністративна чернеча одиниця Греко-католицької церкви проіснував до того часу, поки з дозволу Литовської Греко-католицької Духовної консисторії від 22 червня 1837 року написаного на ім'я суперіора Г.Башнянського за № 6669 монастир наказали закрити, а його келії розібрати, що було зроблено у тому ж році наступним настоятелем й останнім адміністратором Іоаннікієм Козачевським. Фундуш до 1839 року знаходився також у його руках. Розібрання келій стало поштовхом до початку судового процесу за позовом православного духовенства.
Слід сказати, що сам храм дістався православному духовенству не в найкращому стані, а відсутність будь-яких земельних наділів та матеріальних цінностей його будівничого, котрі залишились в руках інославних приводить до його подальшої руйнації та упадку. При такому стані речей прихід не міг утримувати і власного причту й до 1832 року він був приписним до інших сіл.
З 1796 по 1799 рік його наглядачем був настоятель села Тишковичі о. Іоан Шипровський. Згодом на 2 роки церкву приписали до села Білич, що знаходилася на відстані понад 10 верст. Сюди доїжджав о. Андрій П'ясецький та 70-літній священик о. Яків Новишевич. З 1801 по 1829 рік ним опікується ієрей Федір Абрамович. В ті часи, як і протягом усього 19 століття найбільшою проблемою був катастрофічний стан храму, який вже за описом 1806 року згадувався «за древністю даху небезпечним для проведення служб». З пересвяченням престолу у 1803 році було змінено назву церкви: з Покровської на Успенську. А вже в 1827 році храм без наявності вікон та деяких куполів стояв закритий із тріщинами стін.
У тому ж році очолює громаду один з найенергійніших настоятелів о. Іван Ящевський, уродженець села Шацька й випускник Володимирських училищ та диякон парафії Свято-Успенського собору. На свято Різдва отримує ієрейський сан і направлення у село Калусів (сучасна назва Гряди), до котрого остаточно приєднали Низкиничі.
Користуючись ревізією церков, проведених Московським протоієреєм Платоновим, Ящевський добивається утвердження з Височайшого повеління, Низкинич самостійним приходом з приписним селом Калусів, згодом вибиває певні кошти на проведення ремонтних робіт та зняття заборони на служіння. Опісля він активно добивається хоча б часткового повернення фундушевих записів та надання житла місцевому причту, що повинен був надалі добиратися сюди з іншого села. Коли ж у 1837 році місцеві василіяни почали розбирати дерев'яні келії, останній у пошуках справедливості розпочинає судовий процес за котрим послідував і другий — протяжністю у 17 років. Поки тривала перша судова справа, відбулось возз'єднання у 1832 році Володимир-Волинського монастиря з Православною церквою, а низкиницьке господарство перейшло у казенне відомство. Годі було шукати в одновірцях винуватців розібрання келій, матеріал з котрих пішов на дім економа.
Тим часом храм ще більший занепадав. У 1841 році Іоан Ящевський звертається з відповідним проханням до Волинської Духовної Консисторії у місті Житомир, котре через Губернське управління зобов'язує тодішнього власника низкиницького маєтку Івана Модзалевського нарізати храму земельну ділянку і відремонтувати Дім Божий. Поміщик, що й сам довгий час був київським радним суддею, з огляду на те що будівничий церкви Адам Кисіль призначив для неї значні кошти, категорично відмовився це робити, вважаючи, що найбільш логічним вирішенням даного питання було б повернення цих капіталів з державної казни, куди останні у 1830 році перейшли від володимирських василіян. Таку ж ухвалу виніс 30 червня 1843 року повітовий суд та затвердила Громадянська палата. Хоча, від імені поміщика, з проханням до імператора Миколи І звертався дворянин з високим державним чином Едмунд Франдович Сочинський, при перегляді справи урядовим сенатом про звільнення Модзалевського від ремонту церкви, зобов'язали останнього в той же час наділити духовенство земельними ділянками, що й було виконано у 1855—1856 роках. Відтоді отці безперешкодно стали користуватись 25-ма десятинами орної, садибної та сінокосної землі. Після закінчення судової тяганини о. Ящевський виїжджає із Калусова.
Його місце займає о. Михайло Федорович, який тут служить до дня своєї смерті, що настала у 1885 році. Храм у Низкиничах ґрунтовно відреставрувати так і не вдалося. В часи настоятельства о. Михайла у приписному селі Калусові з благословення високопреосвященнійшого Агафангела у 1870 році постає красива Свято-Казанська церква. Ця перлина була збудована на місці старого Різдво-Богородичного храму, який, відзначивши своє 130-річчя, прийшов до руїни. Свято-Казанська святиня простояла тільки 12 років, — у 1882 році, під час грози в неї влучає блискавка. Парафіяльне життя вже до самої Першої світової війни концентрується біля Успенського храму в Низкиничах.
В той час настоятель разом з парафіянами робить в Успенській церкві частковий ремонт. Слід зауважити, що остаточному відновленню сприяє місцева інтелігенція та дворянство, котре на початку 1880-х років, з появою в Луцького братства зацікавленості старовиною, всіляко старається допомогти невеличкому бідному селу врятувати цінну історичну пам'ятку.
Очолював справу вивчення старовини надворний радник Омельян Дверницький, маєток якого знаходився у селі Будятичі за 2 версти від Низкинич, тому давній храм не міг залишитись поза його увагою. Серед осіб, що оглядали в ті часи пам'ятку архітектури, були київські професори В. Антонович та А. Прахов — останній навіть зробив фотознімки будівлі та цінного церковного начиння, риз, ікон та книг, величезна кількість яких в той час там знаходилась. Відвідувала Низкиничі відома меценатка — графиня Уварова, яка також гаряче виступала за необхідність належного відновлення церкви. При сприянні архієреїв, силами селян святиня була частково приведена до належного вигляду, на зламі століть перекрито куполи. На гроші ж Святійшого Синоду у 1896 році з'являються будинки та господарчі приміщення для місцевого духовенства. Справа про ремонт храму тривала понад 10 років, коли в 1913 році було вирішено виділити 10 тисяч карбованців з синодальних коштів 1915 року. Звершенню цієї справи завадила Перша світова війна.
Відновлення храму збіглося з часом відкриття церковно-прихідських шкіл, що розміщувались у Низкиничах, Калусові та Хринові. На утримання закладів освіти щорічно відпускались чималі суми й навчалось у них понад сотні учнів.

### У XX столітті

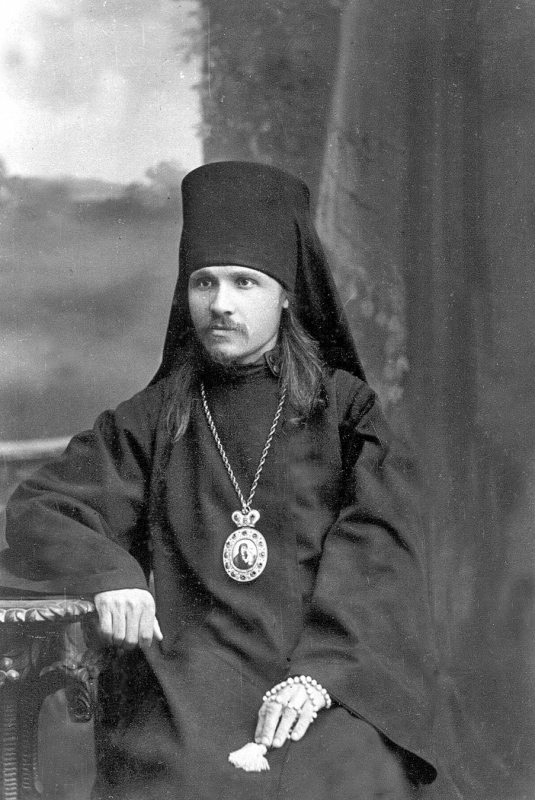
Фаддей (Успенський)

У 1909 році Низкиницьку церкву відвідав майбутній новомученик владика Фаддей (Успенський). Він належно оглянув речі старовини й внутрішнє вбрання церкви та увіковічнив свої враження у «Волинських єпархіальних відомостях».
Бурхливе XX століття залишило найкривавіший відбиток у житті храму — усипальниці Київського воєводи. Перша світова війна не тільки перекреслила сподівання місцевих прихожан, але й після її закінчення з храму зникло безліч цінностей, а з дзвіниці оригінальний дзвін з гербовими знаками та надписом самого фундатора.
В часи польського панування храм був одним з перших для ревіндикації у Володимирському повіті. Церкву католикам не повернули, але в міжвоєнні роки її грабують, після варварського відкриття саркофагу Адама Киселя з нього зникають клейноди та золотий пірнач покійного.
У Низкиничах існує місцевий переказ, що у 1930-х роках усипальницю відвідав голова польської держави, який зовсім не виправдав сподівань тодішніх прихильників папства, бо останній вказав що якщо «засновник храму був православний, то нехай такою ж ця святиня й залишається». Більше того, з 1935 року під егідою держави розпочинається її реставрація.
Друга світова війна теж не обминає церкву стороною. Під час наступу радянських військ повз неї пройшла лінія фронту, що залишила після себе знищену верхівку центрального куполу та незліченну кількість дірок у даху. В ті важкі роки парафію очолює о. Трофим Мороз, який відновлює святиню у повоєнні часи. Його підпис знаходиться і на актах від 8 серпня 1946 року, коли храм, дзвіниця та нагробний пам'ятник визнаються пам'ятниками архітектури республіканського значення.
У 1961 році храм, як і більшість волинських церков, був закритий, але не був знятий з реєстрації, що в майбутньому дало змогу знову відновити Богослужіння.
Та до того часу спокій Адама Кисіля потривожать вже радянські молоді богоборці, які 14 березня 1962 року увірвавшись до усипальниці повністю знівечили саркофаг, порозкидали кістки, а черепом грали у футбол. За розповіддю очевидців, захмеліли комуністичні молодики при допомозі ножів та пилок зірвали церковні замки і вдерлися до храму. Вони розхитали іконостас, сплюндрували вівтар та ікони, богослужбові книги та документи викинули на долівку. Жертвою войовничих атеїстів стало погруддя фундатора — від удару об підлогу воно розкололося на двоє.
Про акт небувалого вандалізму чутки дійшли аж до столиці. Звідти на Волинь була відправлена спеціальна комісія, що складалась з визначних науковців та дослідників-мистецтвознавців. Останні різко засудили злочин та суворо покарати вандалів ніхто не збирався.
Врятувало храм від нової загибелі лишень те, що місцевому духовенству та прихожанам вдалось аж у Борисполі відшукати одну з даних потомків Киселів. З її допомогою храм 8 червня 1969 році знову відкрився для богослужіння. В той час львівські реставратори відновили те, що залишилось з колишніх надбань, а новопризначений настоятель о. Володимир Понагайбо (1969—1987 рр.) взявся за нелегку справу піклування людських душ.
У 1987–1994 роках Низкиницька парафія була першим приходом сучасного намісника Києво-Печерської лаври митрополита Павла (Лебедя). Він відзначився руйнуванням цієї пам'ятки. Під час його служіння в храмі було знищено унікальний бароковий іконостас XVIII століття. Краєзнавець Зосим Колбун опублікував викриття у відкритому листі та звернувся до о. Павла з такими словами: «Ви його викинули через невідповідність канонам РПЦ і замінили іншим, характерним для російських церков, а не з причини ветхості. А згадайте фамільні герби Адама Кисіля на внутрішніх стінах храму, які пережили польську, першу московську, німецьку, другу московську окупації. Населення їх рушниками закривало від лихого ока шкідників — завойовників. Від Вашого ока не змогли вберегти історичну цінність…»
Останнім прихідським священиком церкви Успіння Пресвятої Богородиці був протоієрей Анатолій Сидько (1994—1997 рр.).

### Відродження обителі
28 жовтня 1997 року рішенням синоду Української Православної Церкви на Низкиницькій горі відновлюється чернече життя. В.о. намісника призначено ігумена Афанасія (Ковальчука, 1997—2000), він був першим будівничим відновленої обителі.
26 березня 2000 року намісником монастиря став Архімандрит Вікентій (Мазур), який донині очолює обитель.

### Спроба переходу в ПЦУ
У лютому 2019 року громада Успенського чоловічого монастиря в Низкиничах ухвалила рішення перейти до Православної церкви Україні. Прихожани і клір монастиря організували альтернативні збори, на яких висловилися проти переходу.

## Споруди
Успенська церква, дзвіниця та мури, споруджені у XVII столітті, є пам'ятками архітектури та містобудування національного значення, охоронний номер у комплексі № 93, номер церкви № 93/1, дзвіниці № 93/2, мурів № 93/3. Братський корпус, іконна лавка та монастирський музей споруджені вже у наш час, наприкінці XX — на початку XXI століття.

### Успенська церква
Успенська церква в Низкиничах — яскравий твір волинської архітектурної школи, видатний зразок культового будівництва України середини XVII століття. Саме цей храм поклав своєрідний початок будівництва ряду визначних п'ятикамерних п'ятиверхих хрещатих у плані храмів, які наприкінці XVII — у XVIII столітті під впливом дерев'яної народної архітектури сформувались у новий викінчений досконалий тип храму. Але він розвинувся в інших регіонах України — на Київщині, Чернігівщині, Полтавщині.
Будучи видатним зразком українського зодчества XVII століття, пам'ятка широко відома в історії архітектури, представляє варіант п'ятикамерної споруди, який рідко зустрічається на Волині.

### Архітектура

План церкви

#### Екстер'єр
Цегляна, оштукатурена, п'ятикамерна, хрестова в плані, з квадратним західним боковим приділом і напівкруглими іншими, п'ятиглава. Бічні приділи перекриті напівсферичними куполами, які спираються на стіни. Центральний купол на порівняно високому барабані спирається на широкі арки, які зв'язують бічні приміщення з центральним. Фасади розчленовані лопатками, з трьома різьбленими ренесансними білокамінними порталами.
Первісний дах на банях храму був ґонтовий, із заломами. Наприкінці XIX століття він був замінений на металевий, який повторює форми давнього. А на початку XX століття храм був знову перекритий. Сучасний дах — синьо-жовтих кольорів.

#### Інтер'єр
В інтер'єрі домінує центричність і висотне розкриття простору засобами ренесансної архітектурно-конструктивної системи. Елементами скромного внутрішнього оздоблення служать карнизи на рівні низу підбанника центрального верху та низу бань бічних верхів. Внутрішню поверхню всіх бань радіально розділяють вісім тонких орнаментованих ребер.
У храмі збереглися зразки скульптури і прикладного мистецтва, в тому числі портрет київського воєводи Адама Киселя. Це скульптурне поколінне зображення засновника храму, розміщене в ніші південно-західного пілона середохрестя, становить велику художню цінність. Нішу обрамляє барокова композиція з елементами військової арматури та орнаменту. Традиційні лицарські лати, в які закуто постать небіжчика, та булава в лівій руці (нині втрачена) підкреслювали його значне соціальне становище. Поза та вираз обличчя передають владність і підступну вдачу, а реалістична манера зображення свідчить про творче засвоєння досягнень ренесансної скульптури.
Частково збереглися фрески XVII століття. Всупереч усталеному канону, замість традиційного зображення Євангелістів, вітрила декоровані великими ліпними гербами. Це родинні герби Киселів, обрамлені пишними рослинним орнаментом.
Раніше у храмі знаходився старовинний монументальний бароковий двоярусний іконостас. Основою його композиції були дві пари колон трансформованого коринфського ордера, які стояли на високому цоколі. Колони підтримували масивний розкріпований антаблемент з розвиненим карнизом. Завершення невеликого другого ярусу мало криволінійну форму. Іконостас органічно доповнювали Царські врата, оздоблені пишним рослинним різьбленим орнаментом. Наприкінці 20 — на початку 21 століття було виготовлено новий багатоярусний іконостас, який прикрашає храм і нині.

### Дзвіниця

План дзвіниці

Дзвіниця дерев'яна, прямокутна в плані, двоярусна, перекрита чотирисхилим наметом. Вона розміщена біля південно-західного рогу невисокої цегляної огорожі, яка оточує прямокутне в плані церковне подвір'я. По осі південь-північ нижнього рубленого ярусу дзвіниці розташовується проїзд; обабіч нього — симетрично розміщені два вузькі приміщення. Менший за об'ємом верхній каркасний ярус, відділений від нижнього масивним дахом, вертикально обшитий дошками. У його південній і північній гранях влаштовано по три отвори з лучковими перемичками, а в західній і східній — по одному отвору. Дзвіниця Успенської церкви належить до найкращих споруд цього типу на Волині.

### Огорожа
Пам'ятку оточує невисока цегляна огорожа, споруджена у XVII столітті. В огорожу включена дзвіниця, яка служить головним входом.

### Братський корпус
Братський корпус, зведений до 2003 року, утворює північний кордон обителі. В центральній частині корпусу влаштовано храм святого великомученика Георгія Побідоносця, освячений того ж року.

### Монастирський музей старовини та народного побуту
Задум створити такий музей зародився в ігумена Низкиницької обителі архімандрита Вікентія вже давно. Не один рік священик збирає свою колекцію старовинного селянського начиння, вишивок та посуду. Згодом знайшлися благодійники, які допомогли збудувати дерев'яну хату на березі ставка, щоб експонувати колекцію.
Музей, який представляє інтер'єр селянської хати початку XX століття, відчинив свої двері для відвідувачів на початку 2011 року. Тут зібрано чималу експозицію речей старовини, сільського побуту, вишивок та фотографій.

## Святині
- Список чудотворної Києво-Печерської ікони Успіння Божої Матері. З благословення священноначалія УПЦ МП переданий у довічний дар Києво-Печерською лаврою. 21 жовтня 2001 року ікону з урочистим хресним ходом було перенесено в монастир. Знаходиться вона над Царськими вратами Успенського храму і опускається для поклоніння віруючих. Кожен день у Низкиницькій обителі розпочинається братським молебнем перед чудотворним образом, під час якого насельники монастиря просять благословення у Богоматері на працю прийдешнього дня. Щосуботи відправляється молебень з акафістом Успінню Пресвятої Богородиці. Цей образ — одна з найбільше шанованих святинь обителі.
- Ковчег з частинками святих мощей преподобних отців Києво-Печерських. По благословінню керівника УПЦ МП Володимира, був переданий у святу обитель з Києво-Печерської лаври 21 жовтня 2001 року. Встановлений в Успенській церкві монастиря і завжди відкритий для молитви і поклоніння всім християнам.
- Ікона з часткою мощей святителя Миколая Чудотворця.
- Ікона з часткою мощей святого праведного Іоана Руського Сповідника[11].
- Копія Холмської ікони Божої Матері, виготовлена спеціально для обителі та привезена сюди 21 вересня 2003 року[9].

## Насельники

### Намісник
З 26 березня 2000 року намісником монастиря є Архімандрит Вікентій (Мазур).

### Братія
Послух у монастирі несуть 7 насельників.

## Розклад богослужінь
У церкві Успіння Пресвятої Богородиці монастиря щоденно здійснюються уставні богослужіння. Початок ранішнього богослужіння — о 05.30, вечірнього — 17.00 год. В недільні та святкові дні звершується дві літургії: рання о 06.00, пізня о 09.00 год.

## Галерея

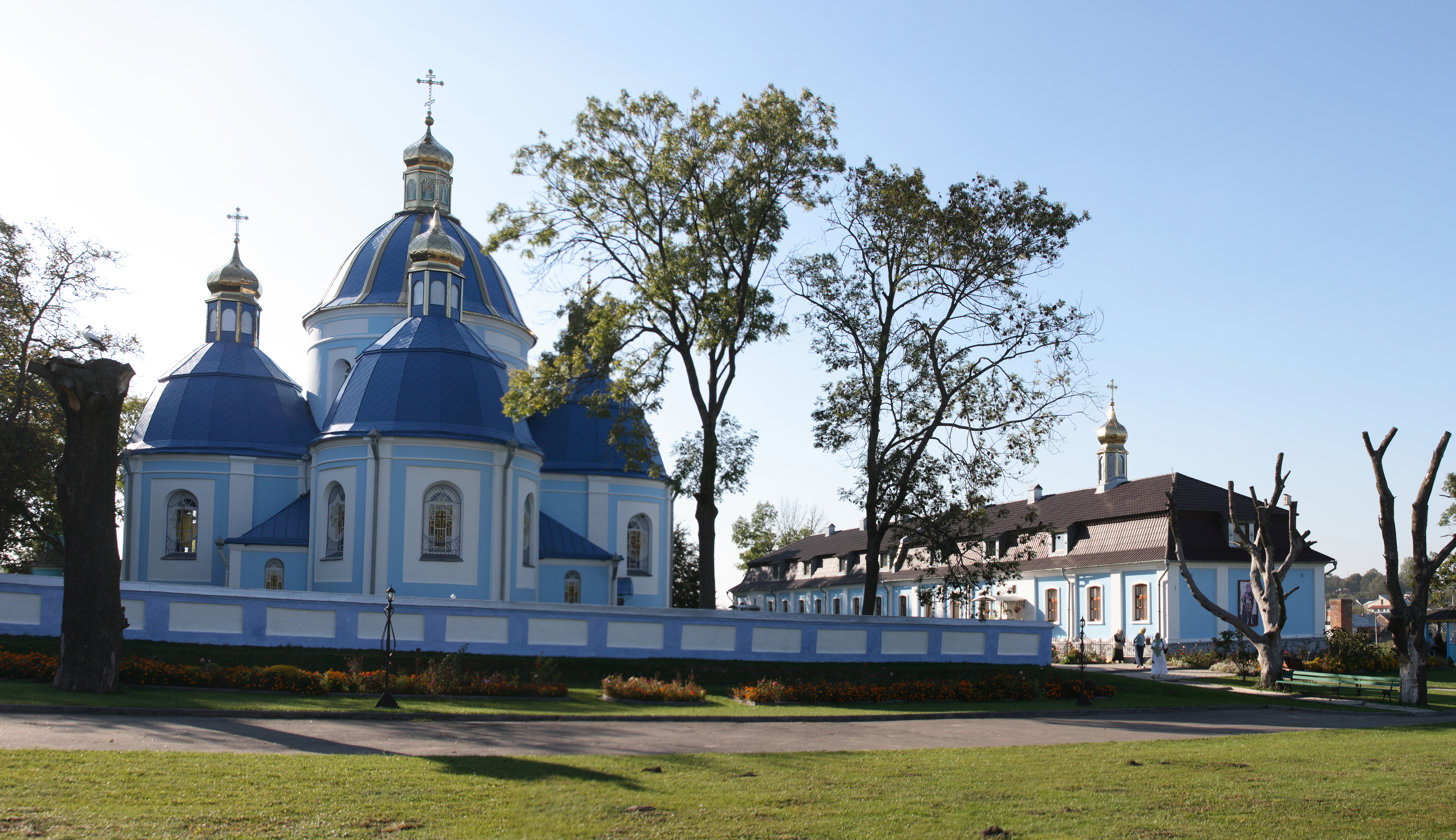
Панорама Успенського монастиря в Низкиничах, вересень 2010 року. Вигляд з південно-східного боку. Церква Успіння Пресвятої Богородиці, братський корпус з домовим храмом святого Георгія (зліва направо)

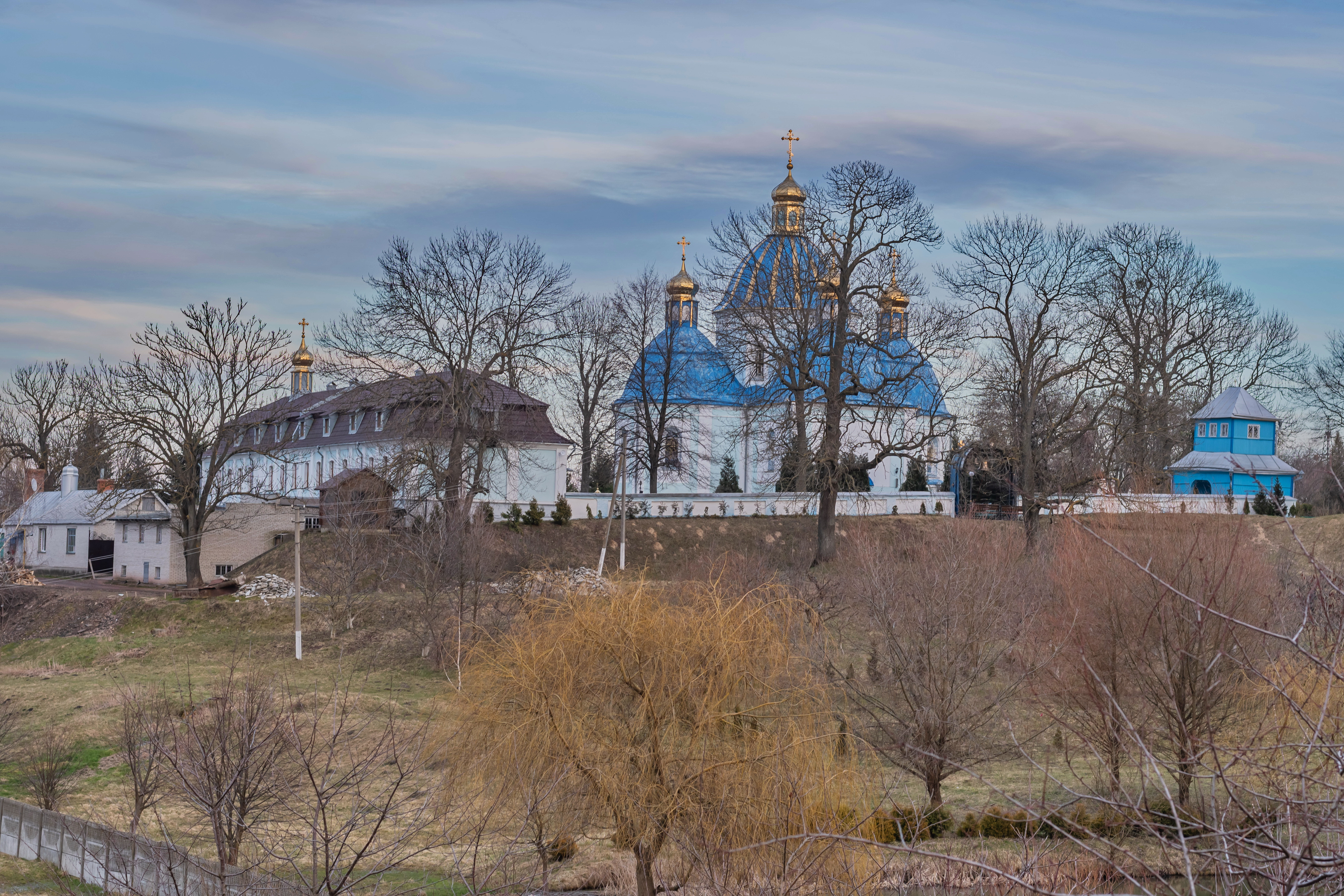
Панорама Успенського монастиря у 2023 році

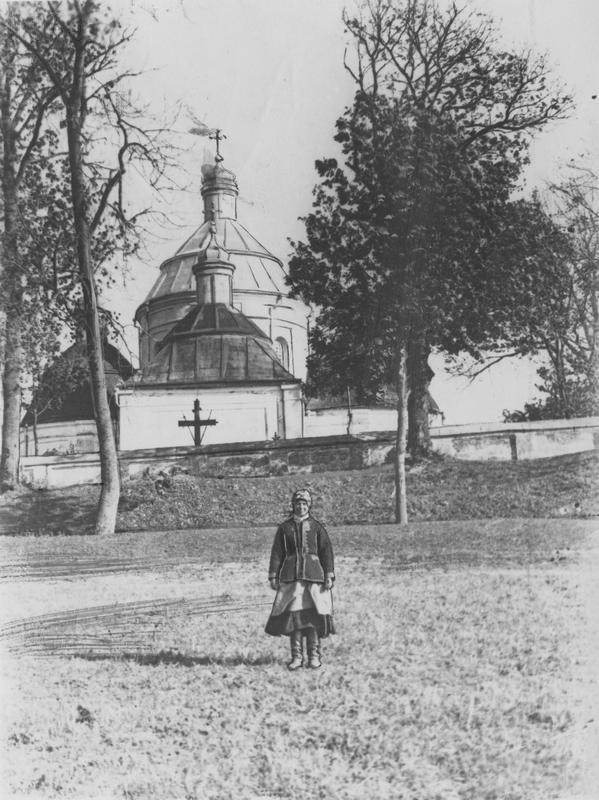
Загальний вигляд церкви. 1918-1938 рр.
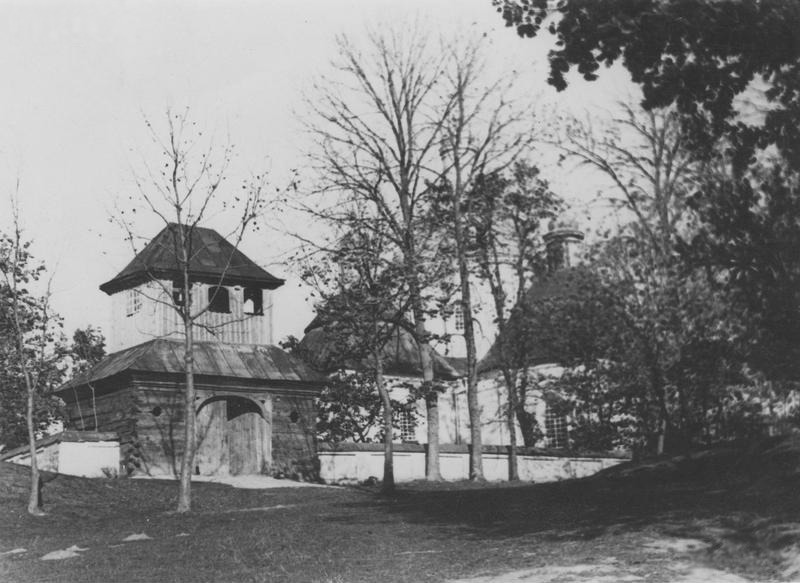
Загальний вигляд церкви і дзвіниці. 1918-1938 рр.
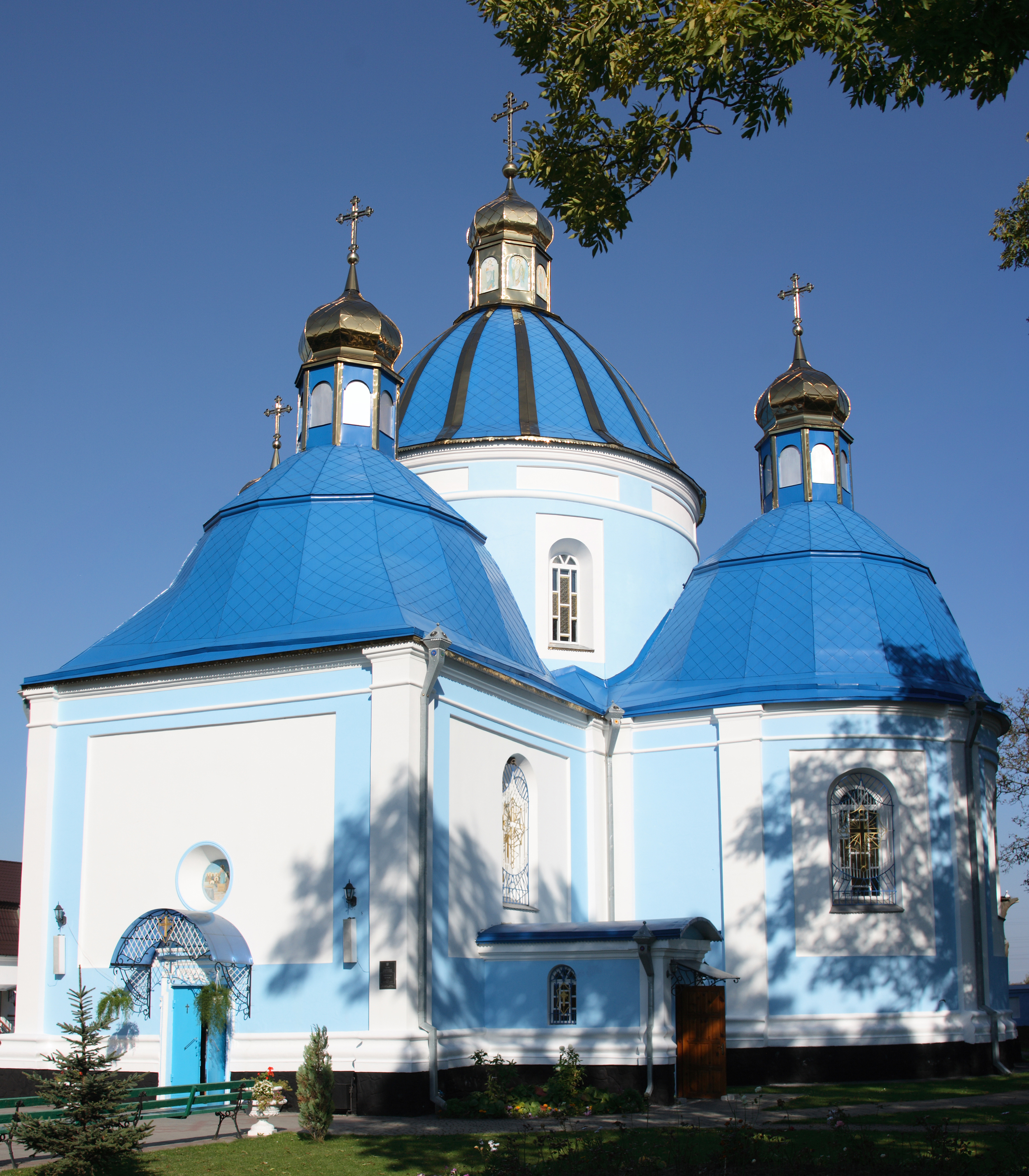
Успенська церква. 2010 р.
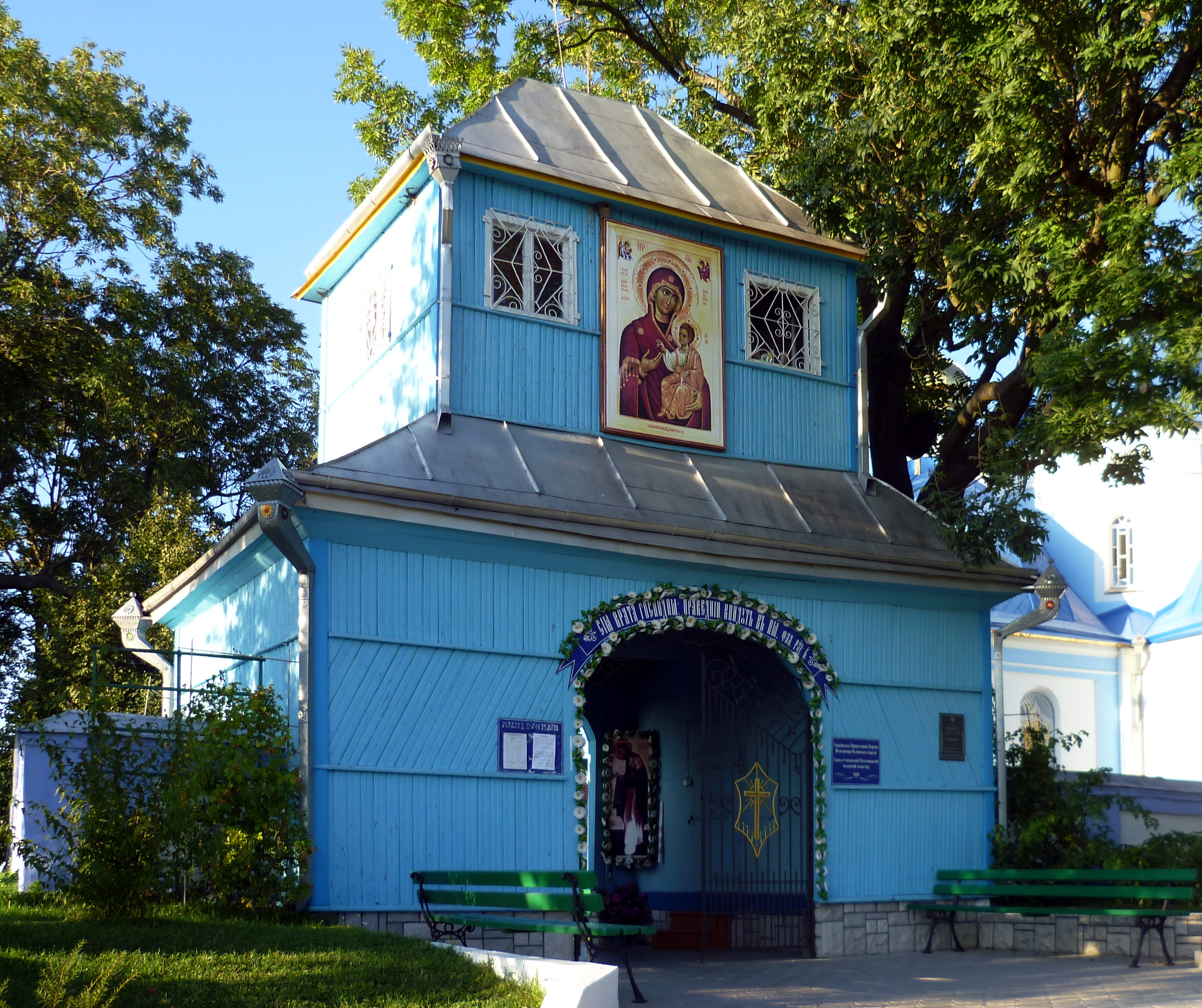
Дзвіниця. 2011 р.

## Інтернет-джерела
- Офіційний сайт Управління культури і туризму Волинської облдержадміністрації. Пам'ятки містобудування і архітектури Волинської області
- Історія Низкиницького монастиря на сайті УПЦ МП
- Офіційний сайт
- Сайт Володимир-Волинської єпархії УПЦ МП. Версія сайту 2009
- Сайт Володимир-Волинської єпархії УПЦ МП. Версія сайту 2012